# Phare de Sveti Petar
Le phare de Sveti Petar (en croate : Svjetionik Poluotok Sv. Petar) est un phare actif situé sur la péninsule Sveti Petar à l'entrée du port de Makarska, dans le Comitat de Split-Dalmatie en Croatie. Le phare est exploité par la société d'État Plovput .

## Histoire
Le phare, mis en service en 1884, se situe au bout d'une péninsule boisée accessible à pied depuis le front de mer de la ville de Makarska qui est une station balnéaire très populaire en face de l'île de Brač. Le site est ouvert et la tour se visite de façon payante.

## Description
Le phare  est une tour carrée en pierre grise de 14 m de haut, avec galerie et lanterne centrée sur une maison de gardien d'un étage. Le bâtiment est en pierre grise non peinte, avec un toit de tuile rouge, et la lanterne cylindrique est blanche. Il émet, à une hauteur focale de 16 m, un éclat toutes les 5 secondes. Sa portée est de 11 milles nautiques (environ 21 km) pour le feu principal et 7 milles nautiques (environ 13 km) pour le feu de veille.
Identifiant : ARLHS : CRO-168 - Amirauté : E3388 - NGA : 113-13580 .

## Caractéristiques dufeu maritime
Fréquence : 5s (W)
- Lumière : 1 seconde
- Obscurité : 4 secondes

|                       |
| Péninsule Sveti Petar |

|          |
| Le phare |

### Lien connexe
- Liste des phares de Croatie